# Fenghui (köpinghuvudort i Kina, Zhejiang Sheng, lat 29,95, long 120,98)
Fenghui (kinesiska: 丰惠, 丰惠镇) är en köpinghuvudort i Kina. Den ligger i provinsen Zhejiang, i den östra delen av landet, omkring 85 kilometer sydost om provinshuvudstaden Hangzhou. Antalet invånare är 51 764. Befolkningen består av 26 071 kvinnor och 25 693 män. Barn under 15 år utgör 11,0 %, vuxna 15-64 år 76 %, och äldre över 65 år 11,0 %.
Runt Fenghui är det tätbefolkat, med 735 invånare per kvadratkilometer. Närmaste större samhälle är Shangyu, 12,5 km nordväst om Fenghui. I omgivningarna runt Fenghui växer i huvudsak blandskog.
Genomsnittlig årsnederbörd är 1 996 millimeter. Den regnigaste månaden är juni, med i genomsnitt 338 mm nederbörd, och den torraste är januari, med 70 mm nederbörd.